# Hej knekt
Hej knekt är ett kortspel för barn, i vilket deltagarna så snabbt som möjligt ska utföra överenskomna hälsningar när vissa kort läggs ut på bordet. 
Spelarna har varsin korthög framför sig med baksidan uppåt, och turas om med att vända upp det översta kortet och lägga detta med framsidan uppåt mitt på bordet. Om det senast uppvända kortet är en tia eller högre, gäller det för spelarna att snabbt reagera och utföra den föreskrivna korrekta hälsningen, vilken vanligtvis är en av följande:
En tia: vissla
En knekt: säga ”Hej knekt!”
En dam: säga ”God dag dam!”
En kung: ställa sig upp och göra honnör
Ett ess: slå handen på kortet (eller i bordet)
Den spelare som sist utför rätt hälsning måste ta upp alla kort som ligger mitt på bordet. Spelets vinnare är den som först blir av med alla sina kort.